# Квинт Петилий Спурин
Квинт Пети́лий Спури́н (лат. Quintus Poetillius Spurinus; умер в 176 году до н. э.) — римский военачальник и политический деятель из плебейского рода Петилиев, консул 176 года до н. э. Во время своего трибуната (187 год до н. э.) участвовал в сципионовских процессах.

## Биография
Квинт Петилий принадлежал к плебейскому роду Петилиев. Капитолийские фасты называют преномены его отца и деда — Гай и Квинт соответственно. В источниках упоминается ещё один Квинт Петилий, коллега Квинта-младшего по трибунату; Ф. Мюнцер предположил, что это был двоюродный брат первого трибуна, сын Квинта и внук Квинта.
Квинт Петилий начал свою политическую карьеру с должности квестора. В историографии её датируют 190 годом до н. э. В 187 году до н. э. он стал народным трибуном, причём, согласно сообщению Ливия, вместе со своим сородичем, тоже Квинтом Петилием. Существует предположение, что эти два Квинта Петилия — в действительности один человек. Сторонники этой гипотезы ссылаются на то, что эпитоматор Ливия, а также Плутарх и Псевдо-Аврелий Виктор пишут только об одном трибуне Петилии.
Квинт инициировал (один или вместе со своим гипотетическим родственником) судебное преследование братьев Сципионов — Публия Африканского и Луция Азиатского. При этом источники единодушно утверждают, что за Петилиями стоял враг Публия Сципиона Марк Порций Катон. Петилии потребовали от Луция Сципиона отчёта перед сенатом о судьбе четырёх миллионов сестерциев, полученных от царя Антиоха III. Публий Сципион, который был легатом при младшем брате во время Сирийской войны и главной мишенью для обвинений, принёс в сенат счётные книги и разорвал их, предложив Петилию узнать всё, что его интересует, из отрывков. Это, по словам Полибия, заставило трибуна замолчать.
В историографии существует гипотеза, что обвинение, предъявленное Квинтом Петилием Сципиону, стало ответным ударом сената на обвинения, которые «сципионовская партия» выдвинула против Гнея Манлия Вульсона.
В 181 году Квинт Петилий стал городским претором. В это время были случайно найдены книги Нумы Помпилия, представлявшие собой собрание текстов по пифагорейской философии; прочитав их, Петилий решил, что эти книги подрывают основы богопочитания, а поэтому сжёг их.
В 176 году до н. э. Квинт Петилий получил консульство. Его коллега, патриций Гней Корнелий Сципион Гиспалл, умер вскоре после вступления в должность, так что Петилию пришлось организовывать досрочные выборы. Только в середине года, когда консулом-суффектом стал Гай Валерий Левин, Спурин смог отбыть в свою провинцию — Лигурию. В первом же сражении с лигурами у гор Баллиста и Лет Квинт Петилий, неосторожно разъезжавший перед строем, был убит дротиком. Тем не менее его войско победило в бою.